# 梨球

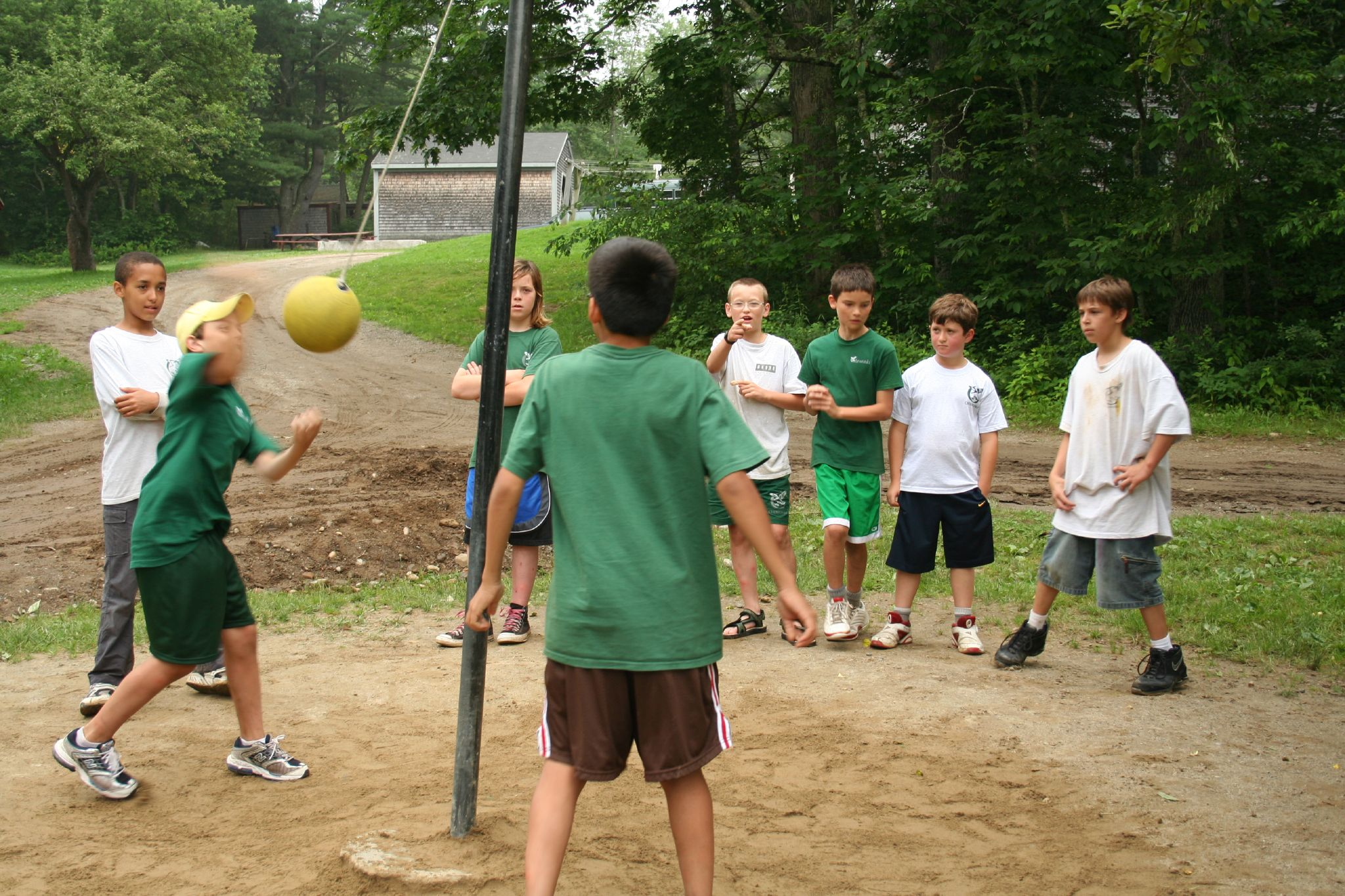
梨球的比賽

梨球 (英文: Tetherball) 是一種兩人運動，又稱繩球，器材部分由一個10英呎（3公尺）固定金屬柱，以及一個以繩子掛在其上端的球所構成。台灣梨球運動僅在 台中市育仁小學及台中市衛道中學內。

## 玩法
比賽時雙方站在柱子的兩邊，並嘗試將球打往一個方向（一人順時針，一人逆時針）。當其中一方順利將球完整繞在柱子上，比賽便結束。